# Antoine Guillaume Delmas
Antoine Guillaume Delmas (Argentat, 22 giugno 1768 – Lipsia, 30 ottobre 1813) è stato un generale francese.

## Biografia

### Ancien Régime
Entrò giovanissimo (11 anni di età) nel reggimento di Touraine (divenuto poi 33º reggimento di fanteria) e partecipò alla guerra d'indipendenza americana nel suo reggimento, che era stato portato dalle Antille dalla flotta comandata dall'ammiraglio de Grasse, e nell'ottobre 1781 prese parte alla battaglia di Yorktown. Ma le sue ardenti passioni lo fecero presto scartare in modo tale che, nonostante l'affetto del suo colonnello, il visconte di Mirabeau, fu costretto a lasciare il suo reparto nel 1788.

### Guerre della rivoluzione francese
Scelto unanimemente nel 1791 per comandare il 1º battaglione di volontari della Corrèze, egli acquisì presto una brillante reputazione nell'Armata del Reno, ove lo si vide un giorno andare a recuperare una bandiera in mezzo alla cavalleria nemica, uccidere di sua mano due ussari che la difendevano, e riportarla sotto gli applausi di tutta l'avanguardia. La sua abilità e il suo coraggio gli procurarono presto il grado di generale di brigata e il comando di tutta la fanteria dell'avanguardia.
Inviato a Landau, Delmas vi fu minacciato di destituzione dal rappresentante del popolo e, denunciato dai giacobini di questa città, riuscì a difendersi. Dopo la cessazione dell'assedio della città, andò a combattere sul fronte di Kaiserslautern. Il Club dei Giacobini di Spira rinnovarono le denunce di Landau. Delmas ottenne gloriosamente la sua vittoria sul campo di battaglia e poi andò a costituirsi e fu condotto come prigioniero a Parigi, ma l'esercito lo rivolle presto al comando.
Rientrato in linea alla testa di una divisione ed effettuata una ricognizione della località di Bois-le-Duc ('s-Hertogenbosch, per i Tedeschi), che era ricoperta da paludi e stagni, si trovò all'improvviso di fronte al Forte Orthen; qui scoprì un punto privo della difesa di palizzate e notò nella guarnigione una sorte di esitazione; disse allora ai suoi ufficiali e agli otto ussari che li accompagnavano:
(Antoine Guillaume Delmas di fronte al Forte Orthen)
E lanciando il proprio cavallo, passò il fossato, superò il parapetto ed entrò per primo nel forte. I 50 uomini che lo difendevano, sbalorditi da tale audacia, furono presi a sciabolate, respinti oltre la cinta e inseguiti fino sulla scarpata della piazza che il generale fece cannoneggiare dall'artiglieria della sua divisione, sistematasi all'interno del forte. Questa energica impresa portò alla capitolazione dell'importante forte di Crèvecœur.
Verso la fine del 1796, Delmas comandò una divisione nell'armata del Reno agli ordini di Moreau. Rientrò in Francia a seguito di una grave ferita, passò all'Armata d'Italia, combatté i Tirolesi, ricevette il comando in capo dalle mani di Joubert e lo tenne fino all'arrivo di Schérer.
Si coprì di gloria e rese importanti servigi nella battaglia di Magnano. Rifiutò l'offerta del Direttorio di comandare la 1ª divisione di Parigi e tornò sui campi di battaglia nell'Armata del Reno. In seguito tornò in Italia come luogotenente del generale capo.

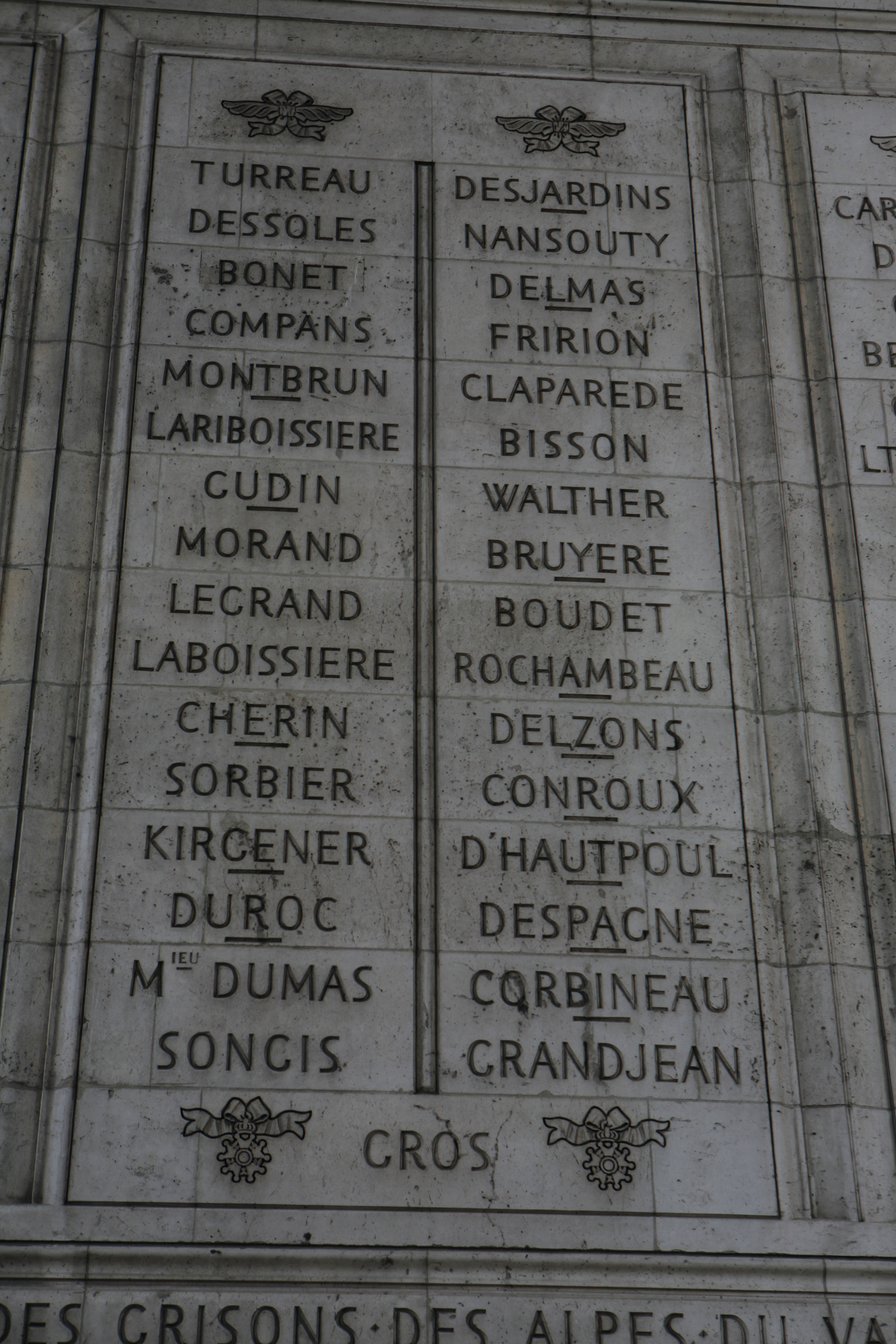
Il nome di «Delmas» è qui inciso sulla 16ª colonna, pilastro Est (qui colonna di destra), dell'arco di trionfo dell'Étoile.

## Consolato e guerre napoleoniche
Nel 1801, egli assunse il comando delle truppe in Piemonte.
Il giorno di Pasqua, 18 aprile 1802, la consacrazione del concordato, stipulato tra Napoleone Bonaparte per la Francia e Papa Pio VII per la Santa Sede, firmato il 15 luglio 1801, fu celebrata in pompa magna nella cattedrale di Parigi con un apparato tutto militare e al rumore delle salve di artiglieria. Molti generali, tra i quali Augereau e Delmas, credettero di dover protestare presso Napoleone contro la cerimonia. Si attribuisce al generale repubblicano Delmas questo responso:
(Antoine Guillaume Delmas, a proposito delle celebrazioni per il concordato del 1801 con la Santa Sede)
Questa affermazione valse al generale Delmas una caduta in disgrazia che durò fino al 1813.
Offrì la propria spada nel 1813 all'Imperatore, combatté con coraggio e fu ferito mortalmente nella battaglia di Lipsia.

## Memorie
Un suo busto, opera del 1906 di Eugène-Jean Boverie, si trova sulla piazza che porta il suo nome ad Argentat-sur-Dordogne.